# سفارة أوكرانيا في الصين
سفارة أوكرانيا في الصين هي أرفع تمثيل دبلوماسي لدولة أوكرانيا لدى الصين. تقع السفارة في بكين وهي تهدف لتعزيز المصالح الأوكرانية في الصين.

## وصلات خارجية
- الموقع الرسمي
- قائمة سفارات أوكرانيا
- قائمة السفارات في الصين